# Scoglio Is Canneddas
Lo scoglio Is Canneddas è un'isola dell'Italia, in Sardegna.